# قيطم لندو
قيطم لندو (الاسم العلمي: Xenopus lenduensis) (بالإنجليزية: Lendu Plateau clawed frog)‏ هو نوع من الحيوانات يتبع جنس القيطم من الفصيلة الضفادع عديمة اللسان.